# Mammotrectus super Bibliam

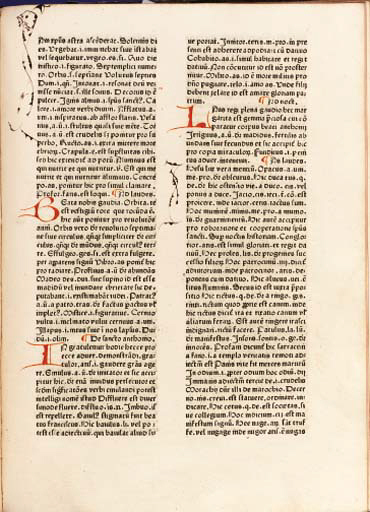
Wydanie z 1474 w Strassburgu

Mammotrectus super Bibliam (łac. Marmotret super Bibliam) – przewodnik do rozumienia Biblii, jedno z najważniejszych dzieł franciszkańskich późnego średniowiecza. Ten mamotrept był przewidziany jako podręcznik dla duchownych. Autorem jest Johannes Marchesinus, franciszkanin, który sporządził dzieło w Reggio, w pobliżu Modeny w końcu XIII wieku. Był popularny i wielokrotnie wydawany drukiem w XV wieku, jednak w XVI wieku stał się przedmiotem krytyki.

## Cel dzieła
Autor dzieła postawił sobie za cel wyjaśnienie wszystkich najtrudniejszych pod względem etymologicznym oraz gramatycznym wyrażeń Wulgaty. Stąd szczególny tytuł – „mammo” (pokarm matczyny), „tractus” (od ssać). Mammotrectus miał pomóc młodym braciom w zrozumieniu treści Pisma Świętego od strony semantycznej, liturgicznej i teologicznej.

## Treść dzieła
Treść Mammotrectus uporządkowana została według kolejności ksiąg biblijnych oraz według roku liturgicznego. Marchesinus oparł swoje dzieło głównie na Expositiones vocabulorum biblie lub Summa, franciszkanina Williama Brito (powstało pomiędzy 1250 a 1270 rokiem). W przeciwieństwie jednak do Mammotrectus, treść w Summa jest umieszczony w ścisłym porządku alfabetycznym, co tworzy słownik posiadający indeks oraz wyjaśnienia trudnych pojęć biblijnych z zakresu m.in. etymologii. Tytuł Mammotrectus został zaczerpnięty z fragmentu Enarrationes in Psalmos Augustyna lub fragmentu Papias Grammaticus. Dzieło, zawierające około 2500 haseł, zostało podzielone na trzy części:
- pierwsza zawiera słownik trudnych pojęć
- druga część jest zbiorem uwag dotyczących ortografii, odpowiedniego akcentowania słów łacińskich występujących w liturgii, uwag dotyczących świąt głównych, odzieży kapłańskiej, zasad egzegezy i tłumaczeń, cech i właściwości Pisma Świętego; posiada wykaz imion hebrajskich
- część trzecia dotyczy obrzędów liturgicznych i związanych z nimi problemami.

Praca kończy się artykułem o zasadach zakonu franciszkanów.
Autor był świadom, że jego dzieło nie jest doskonałe i już we wstępie wyjaśnił, że jeżeli cokolwiek w jego dziele jest niedoskonałe niech zostanie przypisane jemu, a jeżeli cokolwiek jest dobre, niech będzie traktowane jako pochodzące od Boga.

## Edycje
Marchesinus napisał swoje dzieło około 1300 roku. Pierwsze drukowane wydanie ukazało się 10 listopada 1470 roku jednocześnie w dwóch miejscach: w Moguncji, gdzie wydawcą był Peter Schöffer oraz w Beromünster, gdzie wydawcą był Helias Heliae. Wydanie to zawierało rzeczowy indeks na końcu. W XV wieku ukazały się w sumie 23 wydania. 23 wydanie miało miejsce w Wenecji w wydawnictwie Johannesa Rubeusa Vercellensisa, 18 czerwca 1498 roku. Wydanie to miało format quarto (pierwsze wydanie zostało wydane w formacie folio), nie posiadało już dwukolorowych inicjałów w tekście, papier był znacznie gorszej jakości.
Według Stanisława Wielgusa w latach 1470–1520 ukazało się w sumie 34 wydań, o łącznym nakładzie 22 tysięcy egzemplarzy.
Mammotrectus służył za wzór dla późniejszych biblijnych leksykografów. Najważniejszym z nich było Liber Bibliae moralis expositionum, interpretationumque historiarum ac figurarum Veteris et Novi Testamenti, autorstwa Piotra Barchereura.
Samuel Berger w 1879 roku sporządził listę 15 rękopisów dzieła – wszystkie przechowywane były w bibliotekach kontynentalnej Europy. W XX wieku zarejestrowano kilka dalszych rękopisów. Zauważono, że zachodzi nieco różnic pomiędzy najwcześniejszymi rękopisami a większością wczesnych wydań dzieła, dlatego zwraca się uwagę na potrzebę przygotowania nowego wydania dzieła.

## Krytyka
Mammotrectus był bardzo popularny w XV wieku, jednak stał się przedmiotem krytyki w XVI wieku najpierw ze strony humanistów, następnie protestantów. Krytykowany był przez Henriego Bebela już w 1508 roku (Commentaria deabusione linguae latinae apud Germanos, Pfortzheim), przez Erazma, który w 1515 roku na jednym z kolokwiów Synodus grammaticorum szydził z Mammotrectus, przez Rabelais’go (w Gargantua i Pantagruel) i Lutra w 1524 roku.
Frans van Liere jeszcze w 2003 roku szydził z tego dzieła, na co wskazuje sam już tytuł (“Tools for Fools: Marchesinus of Reggio and his 'Mammotrectus',” MedPers 18 [2003]).